# NGC 3288
NGC 3288 (другие обозначения — UGC 5752, MCG 10-15-114, ZWG 290.57, KCPG 239B, PGC 31446) — галактика в созвездии Большая Медведица. Открыта Уильямом Гершелем в 1793 году.
Этот объект входит в число перечисленных в оригинальной редакции «Нового общего каталога».
NGC 3288 вместе с более ярким компаньоном NGC 3284 была внесена в Каталог изолированных пар галактик, однако эта система изолированной не является. NGC 3288 во внутренней части имеет кольцо, составленное из туго закрученных спиральных рукавов. Бар не наблюдается. Галактика классифицирована как Sb pec, её показатель цвета B−V больше всего соответствует галактикам типа Sa/Sab.